# Autoportrait (Picasso, 1907)
Pour les articles homonymes, voir Autoportrait (homonymie).
L'Autoportrait réalisé par le peintre espagnol Pablo Picasso en 1907 est un tableau de 56 centimètres de haut sur 46 de large conservé au Veletržní palác par la galerie nationale de Prague, à Prague, en République tchèque. Il s'agit de son autoportrait le plus célèbre.

## Expositions
- Le Cubisme, Centre national d'art et de culture Georges-Pompidou, Paris, 2018-2019.